# 외고산역
외고산역(外高山驛)은 대한민국 울산광역시 울주군 온양읍 고산리에 있던 동해남부선의 임시승강장이었다. 2010년 9월 30일부터 10월 24일까지 외고산 옹기마을에서 열린 2010 울산 세계옹기문화엑스포 관람객의 편의를 위해 설치되었으며, 무궁화호 열차가 금, 토, 일요일에는 1일 8회(상·하행 각 4회), 평일(월~목)에는 1일 6회(상·하행 각 3회) 정차하였다.
2010 울산 세계옹기문화엑스포가 끝난 이후에는 모든 여객열차가 이 역을 통과하게 되었으며, 2014년 1월 개정된 시행세칙에서 삭제되어 폐지되었다. 또한 2019년에 전철 공사로 인해 선로가 이설되면서 
이 역이 있던 곳으로 열차가 통과하는 모습도 더 이상 볼 수가 없게 되었다.
현재는 남창역이나 태화강역에서 당시의 엑스포 회장으로 이동할 수 있다.

## 연혁
- 2010년 9월 30일 : 임시승강장으로 영업 개시[2]
- 2010년 10월 25일 : 여객 영업 중지
- 2014년 1월 27일 : 폐지[3]

## 사진

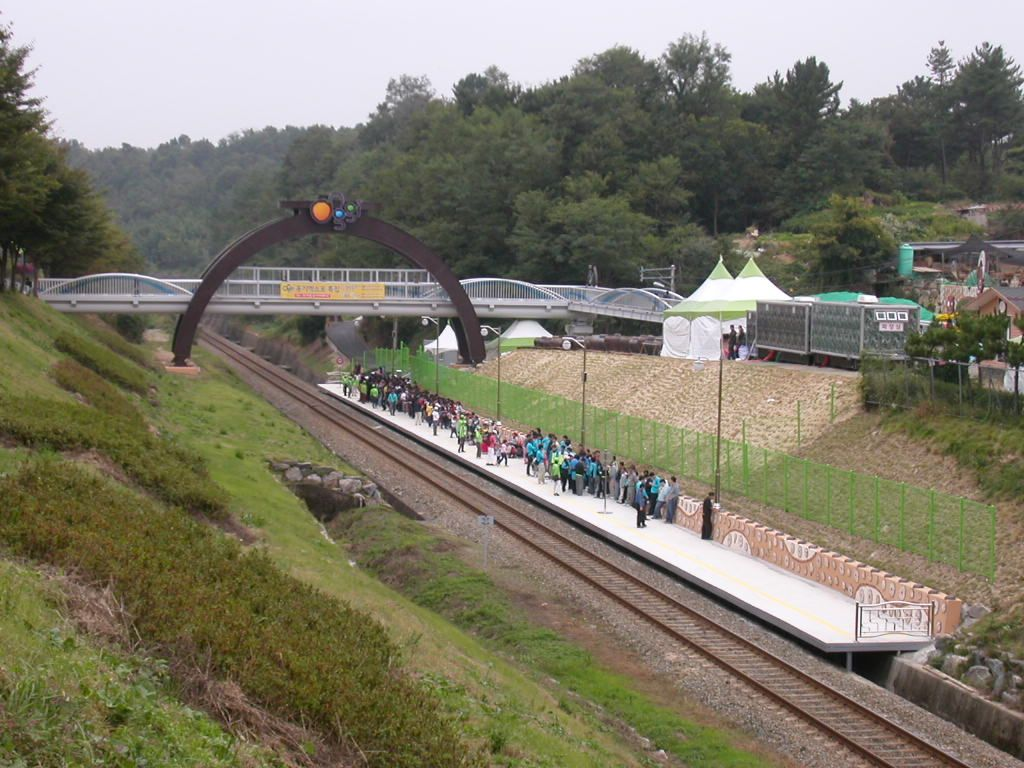
승강장에 대기중인 승객
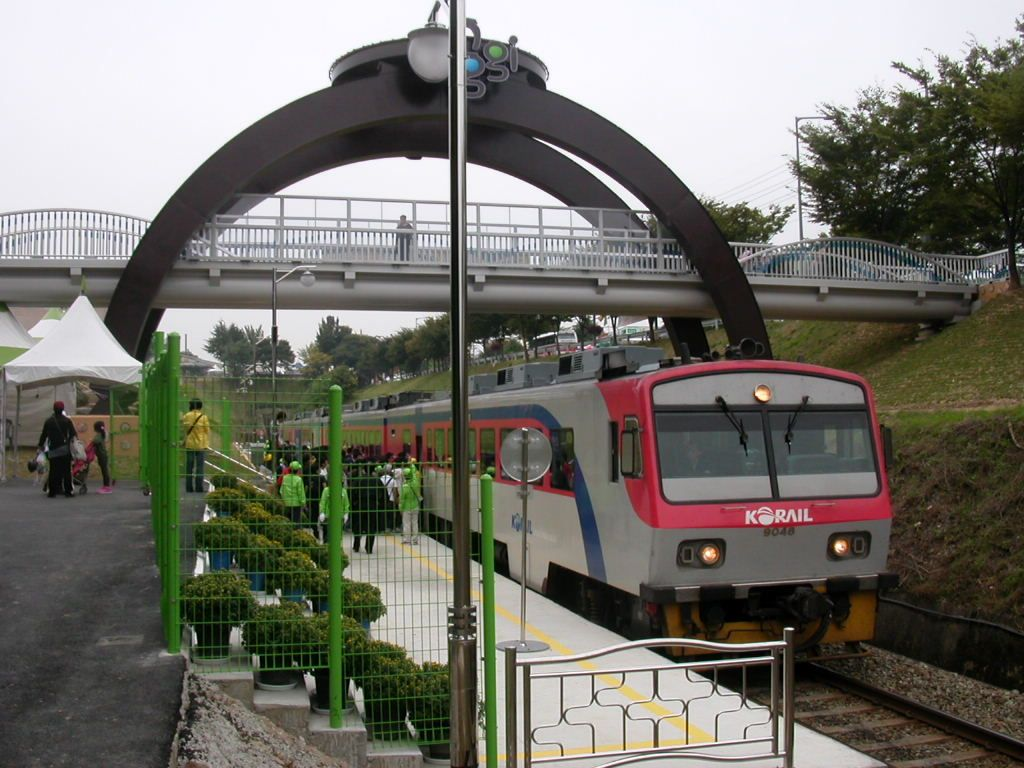
외고산역에 정차한 무궁화호
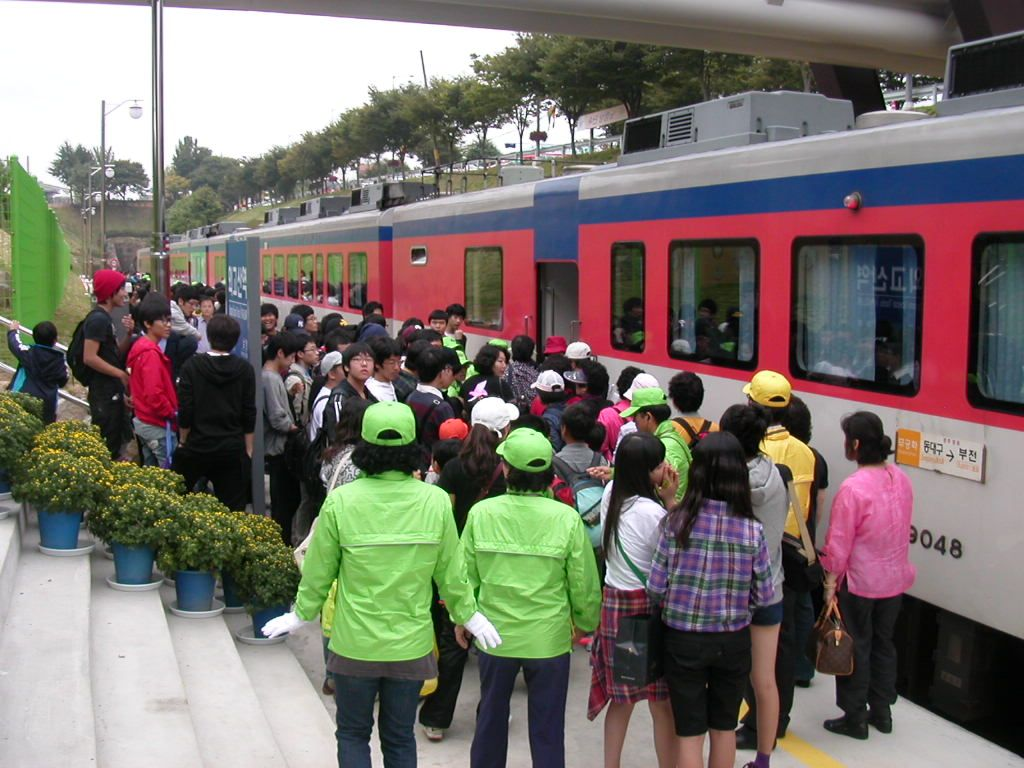
열차에 승차하는 승객
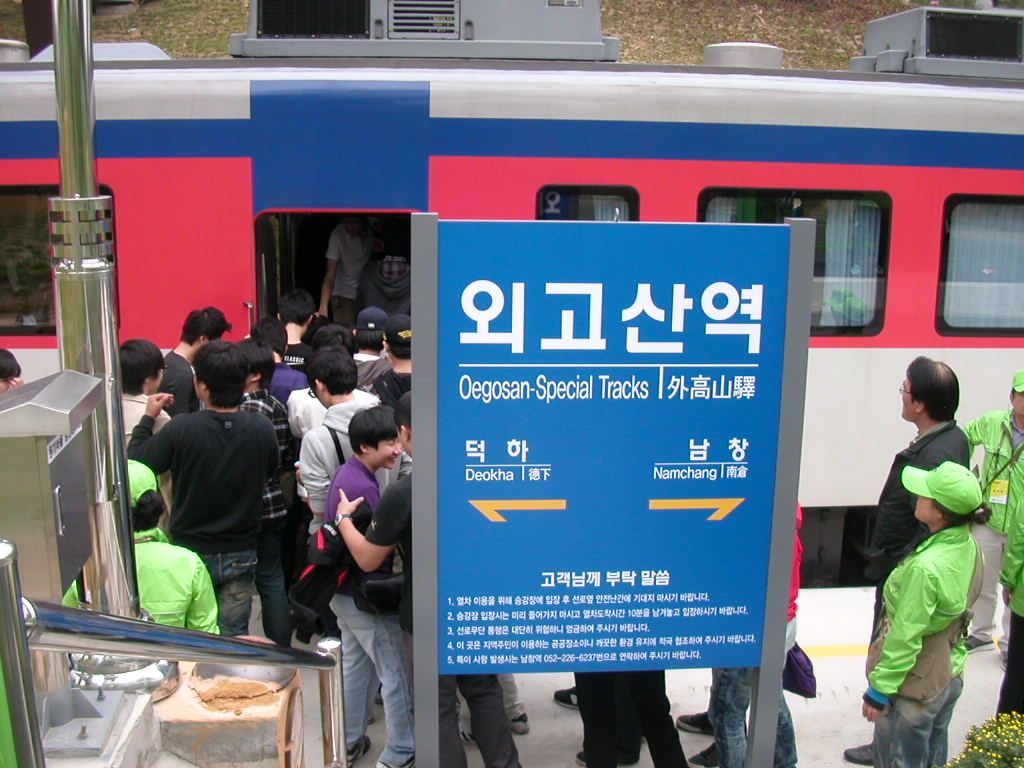
역명판